# (17925) Dougweinberg
(17925) Dougweinberg (1999 GQ17) – planetoida z grupy pasa głównego asteroid okrążająca Słońce w ciągu 3,71 lat w średniej odległości 2,4 j.a. Odkryta 15 kwietnia 1999 roku.